# W49
W49 — американский термоядерный заряд, применявшийся в качестве снаряжения ряда боевых блоков баллистических ракет PGM-17 Thor, SM-65 Atlas, PGM-19 Jupiter (боеголовка Mk 3) и HGM-25A Titan I. Производство W49 было начато в 1958 году, в эксплуатации находились до 1963 года, несколько боеголовок с этим зарядом сохранялись вплоть до 1975 года. Была разработана Лос-Аламосской национальной лабораторией. Серийное производство боеголовок было налажено на Бёрлингтонском атомном заводе, обслуживавшемся компанией General Mills (до 1963 года), а затем Mason & Hanger-Silas Mason Co. (с 1963 года) по заказу Комиссии по атомной энергии США.

## Разработка
Электроцепь детонатора разрабатывалась специалистами Sandia Corporation. Конусные обтекатели MK1, MK2 и MK3 (головная часть ракеты), в которых размещалась ЯБЧ, разрабатывались по заказу ВВС США компаниями AVCO и General Electric. Также в работах над обтекателем участвовали специалисты с завода компании General Dynamics в Сан-Диего.
Предохранительные блокировочные устройства для предотвращения преждевременного срабатывания ЯБЧ были изготовлены на Канзасском атомном заводе (KCP) в Канзас-Сити, штат Канзас, корпорацией Bendix Aviation.

## Устройство
Конструкция W49 описывается как модификация конструкции авиабомбы B28 (Mk.28). W49 имела диаметр около 0,5 м и длину 1,35…1,45 м в зависимости от модификации, масса боеголовки составляла от 745 до 762 кг. Имела два варианта ядерного заряда — Y1 и Y2 и семь модификаций. Мощность Y1 — 1 мегатонна, мощность Y2 — 1,44 мегатонн. Модификации Mod.0 и Mod.2 имели заряд типа Y1. Модификации Mod.1, Mod.3, Mod.4 и Mod.5 — Y2.

## Испытания
Заряд был использован в ядерном испытании Starfish Prime 9 июля 1962 года, когда на высоте 400 км была подорвана боеголовка ракеты PGM-17 Thor запущенная с острова Джонсон.